# La vuelta al mundo 360° Experience
La vuelta al mundo 360 Experience fue una serie de conciertos de la banda Argentina Tan Biónica, la cual tuvo como objetivo promover su cuarto y último álbum de estudio Hola Mundo, lanzado en mayo de 2015. La banda tenía programadas las fechas del 13 al 16 de agosto en el Estadio Luna Park; sin embargo, el cantante y líder de la banda Chano protagonizó el 5 de agosto de 2015 un accidente automovilístico, lo que dejó al cantante internado casi dos meses, para luego finalmente realizar los shows del 28 de septiembre al 1º de octubre de 2015.

## Información general

### Antecedentes
Luego de sus dos giras realizadas anteriormente, el Obsesionario Tour y el Tour Destinológico, la banda comenzó a trabajar en un nuevo álbum a finales de 2014. Lo cual el 7 de diciembre de 2014, oficializaron la fecha como el último recital y el cierre del Tour Destinológico en el Hipódromo de Palermo de Buenos Aires, y posterior al mismo comenzar a trabajar en el cuarto y último álbum de estudio: Hola Mundo.
Previo al lanzamiento, la banda lanzó «Hola mi vida», «Las cosas que pasan» y «Tus horas mágicas» como los tres primeros cortes del disco. Luego del lanzamiento oficial del álbum el 18 de mayo de 2015, la banda ya estaba trabajando en realizar una gira a nivel nacional e internacional para promoverlo, por lo que previamente la banda convoca a la presentación oficial del material en Buenos Aires, denominada La Vuelta al Mundo – 360º Experience. Estos espectáculos, son los primeros conciertos importantes de la banda desde el Tour Destinológico culminado en 2014, estos habían sido nombrados como uno de los más importantes para la banda que lo llevó por toda la Argentina e incluso países como Portugal (donde participó del Rock in Rio), México y Uruguay, con un total de más de 60 espectáculos realizados. Para esta ocasión la banda ofrecerá una experiencia 360° convirtiendo el espacio del Luna Park con un imponente escenario central y zonas divididas por los cuatro elementos de la naturaleza: Aire, fuego, tierra y agua, además de dos palcos exclusivos para los que compren estas entradas, recibiendo merchandising, comida, y una foto con la banda. Las entradas para la primera fecha de este ciclo, el 13 de agosto, agotaron rápidamente, por lo que se sumó una segunda función para el viernes 14. Debido a que las entradas agotaron nuevamente y de manera rápida para la segunda función, la banda convocó a una tercera y posteriormente a una cuarta y última función que, a menos de un mes de lanzar la fecha de su primer show, agotó en pocas horas
Dado el anuncio del show y el record de entradas vendidas en el corto lapso, la banda prometía realizar uno de sus más exitosos shows durante 4 funciones seguidas. Sin embargo a dos semanas de realizar esta serie de conciertos, Chano protagonizó el 5 de agosto de 2015 un accidente automovilístico. En un confuso episodio, el cantante sufrió un accidente automovilístico "seguido de una fuerte agresión por parte de un grupo de personas lo cual derivó en politraumatismos con múltiples heridas contusas y luego de los estudios se pudieron diagnosticar fracturas costales y orbitraria izquierda". Luego de conocerse el parte médico, la banda informó mediante un comunicado cómo sigue el estado de salud del líder (además de una severa fractura en la óribita ocular, por lo que debió ser intervenido quirúrgicamente, demorando aún más su regreso a los escenarios) y la reprogramación oficial de sus shows.
Finalmente, después de casi dos meses del accidente y la internación, Chano volvió a ponerse al frente de su banda para encarar la seguidilla de sus shows, esta vez presentándose el 28, 29 y 30 de septiembre y 1 de octubre.

### Concierto en Hipódromo de Palermo
Antes del comienzo de la gira, la banda actuó para 20 mil personas el domingo 7 de diciembre de 2014. A diferencia de sus shows anteriores, el concierto  fue similar a la gira Tour Destinológico a excepción de sus presentaciones, sus trajes, el escenario y la escalera, lo que aproximó detalles de la gira próxima a iniciarse Hola Mundo Tour, nunca definido debido al impasse. El cuarteto arribó al lugar en un helicóptero, ante más de cien mil espectadores, donde al final la pantalla gigante del escenario mostró el mensaje "Adiós Destinología, Hola Mundo", haciendo referencia al nombre de su posterior y último disco. El concierto vio el debut en vivo de los temas Tus Horas Mágicas, Hola mi vida y un extracto de Las Cosas Que Pasan, así como las últimas actuaciones en directo ante un público de Loca, Tus Ojos Mil, La suerte está echada, Mis Madrugaditas, El asunto y Lunita de Tucumán.

## Lista de canciones

### Hipódromo de Palermo
| 7 de diciembre de 2014 |
| --- |
| 1. Himno Preludio del Alba (Intro) 2. El huracán / Vámonos 3. Tus Horas Mágicas 4. Secuencia al piano: 1. La ensalada 2. Las cosas que pasan (contiene un extracto de «I Follow Rivers» de Lykke Li) 5. Loca (intro al piano) 6. Pétalos (contiene una viñeta de video 3D) 7. Tus ojos Mil 8. La suerte está echada 9. Mis Madrugaditas (contiene una intro electrónica) 10. Mis noches de Enero (contiene una viñeta del video oficial) 11. Set acústico: 1. El Asunto 2. Lunita de Tucumán 12. Vidas Perfectas (versión electrónica, contiene un sample de «La Comunidad») 13. Hola mi vida 14. Ciudad mágica 15. El duelo 16. Ella (contiene una intro electrónica) 17. Música 18. Arruinarse 19. Obsesionario en La Mayor 20. La melodía de Dios |

Notas
- En Vámonos, se incluye una intro con las primeras estrofas de la canción El huracán.
- Loca se interpreta con una introducción de Chano al piano, sin embargo antes de interpretarla realiza una secuencia con La Ensalada y una pieza de Las cosas que pasan, seguido de un extracto de «I Follow Rivers» de Lykke Li
- En Tus Ojos Mil, las primeras estrofas de la canción se interpretaba con un solo de guitarra. En esta ocasión, fue introducida con los sintetizadores como en su versión original. Fue similar a la realizada en el acústico de La 100 en la Usina del Arte de 2014.
- La suerte está echada sustituyó a Momentos de mi vida que durante el segundo tramo del tour comenzó a ser interpretada con la banda completa, en lugar de la acústica que se tocaba frecuentemente.
- Vidas Perfectas se presentó como una versión electrónica, que anteriormente fue presentada el 4 de octubre en el Velódromo Municipal de Montevideo, Uruguay; pero hasta ese entonces nunca antes fue presentada en Argentina.
- En Hola mi vida, Chano usó una chaqueta de colores hasta en Ella inclusive, en lugar de la chaqueta negra con tachas doradas como en el Tour Destinológico. Esto fue un adelanto de lo que más tarde utilizó en La vuelta al mundo 360° Experience.
- Beautiful no se realizó.
- Obsesionario en La Mayor terminó con una apelación en lugar de Sinfonía de los mares.
- La melodía de Dios fue un bis, seguido de la despedida con el lema "Chau Destinología, Hola Mundo" incluyendo un fragmento de «All You Need Is Love» de The Beatles

### La vuelta al mundo
| 28, 29, 30 de septiembre y 1 de octubre de 2015 |
| --- |
| 1. "Intro 4 Elementos" (Video de Introducción) / "Hola Mundo" (Instrumental) 2. "Tus Horas Mágicas" 3. "Las cosas que pasan" 4. "Obsesionario en La Mayor" 5. "La Otra Manera" 6. "Pétalos" (Chano al piano) 7. Sesión de vientos: 1. "Ella" 2. "Mis Noches de Enero" 3. "700 Toneladas" 8. "La Manera Que Eligió Para Matarme" (comienza con un sample electrónico por Diega, final extendido) 9. Secuencia al piano: 1. "Pastillitas del Olvido" (reemplazada en algunas fechas por "El asunto") 2. "No me atreví a sugerirte que te mueras" (incluye extractos de «I Think Ur a Contra» de Vampire Weekend) 10. Sesión acústica: (sección improvisada de la banda) 1. "Arruinarse" (reemplazada en algunas fechas por "Momentos de mi vida" o "El huracán") 2. "Momentos De Mi vida" (reemplazada en algunas fechas por "La Ensalada" o "El color del ayer") 11. "El Duelo" (electro versión, final extendido) 12. "A.M.E.R.I.C.A" Dance Sequence (Interludio instrumental electrónico; con Diego Poso) 13. Vámonos 14. Hola mi vida (con Bryan Amadeus) 15. Ciudad Mágica (contiene samples de "A.M.E.R.I.C.A"; Dance Sequence incluida) 16. Música (intro extendida) 17. Un Poco Perdido 18. Víctimas 19. La melodía de Dios (final extendido) 20. Despedida (Outro, contiene una pieza de «Got to Get You into My Life», de The Beatles) |

Notas
- Fue la primera vez que la banda presentaba una seguidilla de cuatro shows con funciones agotadas.
- En las últimas dos fechas, varios cambios de vestimentas se concretaron.
- Con un gran despliegue visual, el escenario central se comunica a través de pasarelas con dos edificaciones de palcos privados mientras que los cuatro sectores del campo se dividen según los elementos de la naturaleza.
- Durante toda la etapa se vio a Chano con un desgaste de energía. Esto de debe al cansancio físico, cambio de temperaturas y poco descanso al ser la primera vez que realizaba la banda cuatro shows seguidos, además de que el despliegue exigía dar muchas vueltas por el escenario.
- Durante la primera noche, el show arrancó saturado, perjudicado por la acústica del Luna. El ruido aplanó las letras de las primeras dos canciones, mientras Chano llegaba rápidamente al límite de sus posibilidades vocales.
- La «Intro 4 elementos» se presentó con un video a modo ilustrativo, incluyendo una pieza de la sinfonía «Las cuatro estaciones» de Antonio Vivaldi.
- En la presentación del 29 de septiembre, la secuencia al piano contó con la participación especial de Fito Páez y su hija Margarita, que interpretaron junto a Chano su hit «Mariposa tecknicolor» y una pieza de «La Melodía de Dios».
- «Loca» y «Vidas Perfectas» formaban parte del repertorio original, pero se quedaron fuera por restricciones de tiempo. Sin embargo, el 30 de septiembre durante la sesión acústica y a pedido del público, fue interpretada solo una pieza de «Loca».
- La sorpresa que tuvo el show es que, durante la sesión acústica se interpretaron trozos de «El huracán», «Dominguicidio» y «El color del ayer». La primera canción fue interpretada por primera vez desde el 22 de julio de 2011, mientras que las últimas dos eran interpretaciones nunca antes interpretadas desde el 3 de noviembre de 2013.
- Bryan Amadeus, vocalista de la banda Moderatto, acompañó durante la interpretación de «Hola mi vida» en los conciertos del 29 de septiembre y el 1 de octubre.
- A lo largo de sus cuatro shows, Chano no hizo declaraciones en referencia a su accidente automovilístico que llevó a la reprogramación de estos mismos.